# Веселівська сільська рада (Харківський район)
Весе́лівська сільська́ ра́да — адміністративно-територіальна одиниця та орган місцевого самоврядування в Харківському районі Харківської області. Адміністративний центр — село Веселе.

## Загальні відомості
Веселівська сільська рада утворена в 1920 році.
- Територія ради: 89,94 км²
- Населення ради: 1 657 осіб (станом на 2001 рік)
- Територією ради протікає річка Муром.

## Населені пункти
Сільській раді були підпорядковані населені пункти:
- с. Веселе
- с. Зелене
- с. Нескучне
- с-ще Мале Веселе

## Склад ради
Рада складалася з 18 депутатів та голови.
- Голова ради: Слабченко Олексій Миколайович
- Секретар ради: Семенюк Тамара Олександрівна

### Керівний склад попередніх скликань
| Прізвище, ім'я, по батькові   | Основні відомості                                                                                                  | Дата обрання | Дата звільнення |
| ----------------------------- | --- | ------------ | --------------- |
| Слабченко Олексій Миколайович | Сільський голова, 1956 року народження, освіта вища, член Партії регіонів, був головою ради попереднього скликання | 26.03.2006   | 31.10.2010      |
| Слабченко Олексій Миколайович | Сільський голова, 1956 року народження, освіта вища, член Партії регіонів                                          | 31.10.2010   |                 |

Примітка: таблиця складена за даними сайту Верховної Ради України

### Депутати
За результатами місцевих виборів 2010 року депутатами ради стали:

#### За суб'єктами висування
| Суб'єкт висування | Кількість обраних депутатів | %    |
| ----------------- | --------------------------- | ---- |
| Партія регіонів   | 17                          | 94,4 |
| Самовисування     | 1                           | 5,6  |

#### За округами
| № округу        | Прізвище, ім'я, по батькові    | Дата визнання обраним | Освіта  | Партійна приналежність | Відомості про обраного депутата              |
| --------------- | ------------------------------ | --------------------- | ------- | ---------------------- | -------------------------------------------- |
| Партія регіонів |                                |                       |         |                        |                                              |
| 1               | Слабченко Віра Миколаівна      | 01.11.2010            | середня | член Партії регіонів   | Веселівська сільська бібліотека, завідувачка |
| 2               | Зимогляд Олексій Олександрович | 01.11.2010            | вища    | член Партії регіонів   | тимчасово не працює                          |
| 3               | Воропай Надія Володимирівна    | 01.11.2010            | середня | позапартійна           | ТОВ АФ «Рассвет», економіст 00               |
| 4               | Мороз Іван Гнатович            | 01.11.2010            | середня | член Партії регіонів   | пенсіонер                                    |
| 5               | Іванова Валентина Олексіївна   | 01.11.2010            | середня | член Партії регіонів   | СТ «Тишки», продавець                        |
| 6               | Мостова Наталя Юхимівна        | 01.11.2010            | вища    | член Партії регіонів   | Веселівськас/рада, землевпорядник            |
| 7               | Семенюк Тамара Олександрівна   | 01.11.2010            | середня | позапартійна           | Веселівськас/рада, секретар                  |
| 8               | Антіпова Катерина Петрівна     | 01.11.2010            | середня | член Партії регіонів   | Веселівськас/рада, фельдшер                  |
| 9               | Зінченко Олександр Івонович    | 01.11.2010            | вища    | член Партії регіонів   | КУ ЛипецькийПНІ, заст. директора             |
| 10              | Ванін Віктор Васильович        | 01.11.2010            | середня | позапартійний          | пенсіонер                                    |
| 11              | Таран Наталія Миколаівна       | 01.11.2010            | вища    | позапартійна           | Веселіська загальноосвітня школа, вчитель    |
| 12              | Рой Валентина Миколаівна       | 01.11.2010            | вища    | член Партії регіонів   | тимчасово не працює                          |
| 14              | Каменєв Юрій Миколайович       | 01.11.2010            | вища    | член Партії регіонів   | Веселіська загальноосвітня школа, директор   |
| 15              | Соловйова Наталія Іванівна     | 01.11.2010            | середня | позапартійна           | ТОВ АФ «Рассвет», бухгалтер                  |
| 16              | Кандала Надія Степанівна       | 01.11.2010            | вища    | член Партії регіонів   | Веселівська С/рада, гол. бух.                |
| 17              | Вітюк Олександер Ярославович   | 01.11.2010            | середня | член Партії регіонів   | тимчасово не працює                          |
| 18              | Монаєнко Лариса Володимирівна  | 01.11.2010            | середня | позапартійна           | тимчасово не працює                          |
| Самовисування   |                                |                       |         |                        |                                              |
| 13              | Пивко Анатолій Олександрович   | 01.11.2010            | вища    | позапартійний          | пенсіонер                                    |